# Kristofer Hæstad
Kristofer Hæstad, född den 9 december 1983, är en norsk före detta fotbollsspelare. Under sin karriär spelade han främst för IK Start och Vålerenga i Tippeligaen. Han gjorde även 28 landskamper för det norska landslaget som mittfältare.